# Initiation aux systèmes de production
Pour les articles homonymes, voir ISP.
Dans certains lycées français, « Initiation aux systèmes de production » (ISP) était un enseignement de détermination de la classe de seconde générale et technologique. Il a disparu à la rentrée 2010 avec la réforme du lycée.

## Programme
- Organisation et pilotage d'un dispositif de production intégré
- Préparation de la réalisation
- Configuration d'un équipement, production
- Contrôle de la conformité[1]

## Sources
1. ↑  Arrêté du 20 juillet 2001 modifiant l'arrêté du 31 juillet 2000 relatif aux enseignements de mesures physiques et informatique, initiation aux sciences de l'ingénieur, informatique et systèmes de production, de la classe de seconde générale et technologique pour application à partir de l'année scolaire 2001-2002, programme d’informatique et systèmes de production en ligne